# Paysandú
Paysandú é uma das mais importantes cidades do Uruguai. É a capital do  Departamento de Paysandú com 73 272 habitantes. Localizada sobre a margem leste do rio Uruguai, fica a 368 km de distância da capital do país, Montevidéu, e é fronteiriça com as cidades argentinas de Colón e Concepción del Uruguay. Na divisa entre os dois países se localiza a ponte internacional General Artigas, que corta o rio Uruguai.
É uma cidade industrial e comercial, sendo uma das mais ativas economicamente no território uruguaio sendo uma das três cidades mais desenvolvidas, somente atrás de Montevidéu e Maldonado. Os níveis de pobreza não superam 1,6% da população e possui a taxa mais baixa de criminalidade no Uruguai.
Possui grandes atrativos turísticos, onde se destacam as termas del Guaviyú e sua vida noturna.

## História
As origens da cidade remontam aos primórdios da colonização espanhola da América. Existem várias propostas etimológicas para explicar a origem do nome da cidade:
- derivaria de "Paso del Sandú" e da Ilha de Ypauzandó. Sandú era o nome de Policarpo Sandú, um frade jesuíta (pay era a forma de se chamar os padres missioneiros em idioma guarani) nascido en Buenos Aires, que fundou uma redução jesuítica com doze famílias de índios procedentes de outras missões jesuíticas em 1772.
- seria uma referência às espécies de palmeira Allagoptera arenaria e Allagoptera campestris, que são conhecidas popularmente como "paissandu", termo este derivado do tupi antigo pisandó.[3]

A cidade se transformou em um assentamento com um porto e um lugar para a extração de sal, usado para curtir couros. Em 1805, se cria a "Paróquia de Paysandú". Em 1810, Benito Chain deu início ao planejamento do "Pueblo de Paysandú".
Foi sitiada por portugueses e brasileiros em três oportunidades e é famosa pela defesa que os sanduceros fizeram em 1865, sob o comando do general Leandro Gómez (Partido Nacional), fazendo frente ao sítio do general colorado Venancio Flores e seus aliados brasileiros. A resistência dos sitiados, embora em menor número, fez a cidade merecer o apelido de "Heroica Paysandú", dado pelo poeta (payador) argentino Gabino Ezeiza, nos seguintes versos.
«Heroico Paysandú, yo te saludo
hermano de la patria en que nací
tus versos y tus glorias encendentes
se cantan en mi tierra como aquí.
Los bardos que tenemos en el Plata,
que están en el Olimpo en su canción,
dedican a este pueblo de valientes
su más grande y sublime inspiración,
dedican a este pueblo de valientes
su más grande y sublime inspiración.»
Esta feita é registrada pela novela histórica de Mario Delgado Aparaín No Robarás las Botas de los Muertos. Também se destacam as investigações históricas sobre as origens de Paysandu, de parte de historiadores como Setembrino Pereda, Baldomero Vidal, Miguel Ángel Pías y Augusto Schulkin. Um dos ensaios históricos escritos sobre o tema é o titulado Paysandú en escorzo histórico, de Aníbal Barrios Pintos.

## Clima
A cidade de Paysandú possui clima subtropical húmido, com verões quentes e invernos frescos, com precipitação distribuída uniformemente durante o ano (média de 1,181 mm). A temperatura média gira em torno de 17,9 °C.

## População
Em 2011. Paysandú possuía 76 412 habitantes. É a quarta maior cidade uruguaia, perdendo apenas para Montevidéu, Salto e Ciudad de la Costa.
| Ano  | População |
| ---- | --------- |
| 1908 | 20 953    |
| 1963 | 51 645    |
| 1975 | 62 199    |
| 1985 | 68 466    |
| 1996 | 74 568    |
| 2004 | 77 272    |
| 2011 | 76 412    |

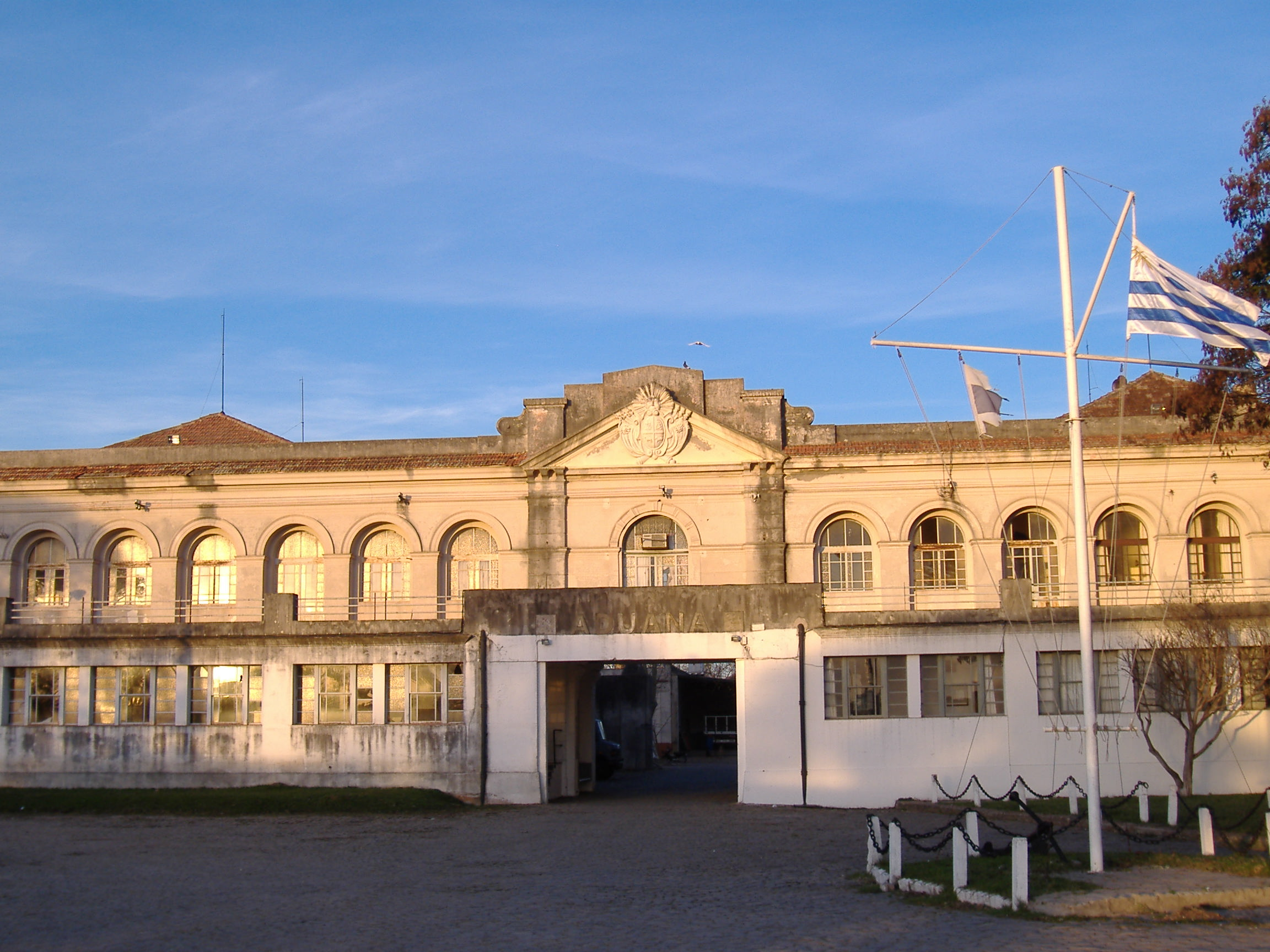
Porto de Paysandú

Fonte: Instituto Nacional de Estadística de Uruguay
A cidade de Paysandú é uma das mais cosmopolitas do Uruguai, com grande número de imigrantes e descendentes, principalmente italianos, suíços, poloneses, alemães, russos, ucranianos, belgas e africanos.

## Arquitetura

### Monumento à perpetuidade
Encontra-se ao sul da cidade, em um ponto de fácil acesso para todo o público, localizado na rua Nontecaseros, entre Artigas e avenida Soriano, a poucas quadras do centro da referida cidade. Esta magnífica construção apresenta muitas recordações da defesa de Paysandú.
O antigo cemitério guarda riquíssimas obras artísticas e arquitetônicas, cada uma com sua própria história.

## Transporte
Paysandu é ligada à Argentina pela Ponte General Artigas. Pela Rota 26 chega se a Rio Branco, que faz divisa com a cidade brasileira de Jaguarão. A Rota 90 faz a ligação com a cidade de Guichón, no mesmo departamento. A cidade ainda possui o Aeroporto de Paysandú e o Porto de Paysandú. No transporte ferroviário, a cidade possui a Estación Paysandú, interligada ao Transporte ferroviário do Uruguai pela Linha de Salto, administrada pela Administración de Ferrocarriles del Estado. Também há uma ligação com a Argentina pela ferrovia Pilar - Paso de Los Toros, que em seu trecho argentino é controlada pelo Ferrocarril General Urquiza.

## Economia
É uma das mais importantes cidades do Uruguai, possuindo um parque industrial diversificado, com uma indústria têxtil de lã (Paylana), couros (Paycueros y Cholitas SRL), cerveja (Blocker), cimento Pórtland (ANCAP) e cítricos (Azucitrus, Sandupay). Também é um importante centro da indústria florestal uruguaia, com as grandes plantações de eucalipto.

## Desporto
A cidade de Paysandú conta com a Liga Departamental de Fútbol de Paysandú, criada em 1911. Esta liga é afiliada a Organización del Fútbol del Interior, ou seja, não participa do Campeonato Uruguaio de Futebol, participando apenas da Copa El País, a maior competição de futebol do interior uruguaio. Porém, entre 2003 e 2006 houve um time (Paysandú Fútbol Club), que participou do Campeonato Uruguaio (organizado pela Asociación Uruguaya de Fútbol). Hoje o time mais importante do futebol sanducero é o Paysandú Bella Vista, que joga de mandante no Parque "Bella Vista". Outro estádio localizado na cidade é o Estádio Parque Artigas, que já foi sede do Campeonato Sul-Americano de Futebol Sub-19 de 1979 e da Copa América de 1995.
A cidade também possui numerosas praias fluviais no Rio Uruguai, onde há um Iate Clube e um Clube de Remo. Também há outros clubes que praticam esportes variados, como rugby, hóquei, tênis e polo. É também a cidade natal do Jogador Marcelo Nicolás Lodeiro Benítez, mais conhecido como Lodeiro.

## Geminações
A cidade de Paysandú é geminada com as seguintes:
- Hellín, Castela-Mancha, Espanha
- Muscatine, Iowa, Estados Unidos
- Smara, Saara Ocidental[8]